# Dos Cataluñas
Dos Cataluñas (2018), es una película documental de Netflix dirigida por Álvaro Longoria y Gerardo Olivares sobre la crisis catalana. La película parte del Referéndum de independencia de Cataluña, que fue celebrado el 1 de octubre de 2017 a pesar de haber sido declarado inconstitucional.

## Desarrollo
A partir de la celebración del referéndum y la crispación y clima de confrontación de aquellos días, se analiza el conflicto para que este sea comprendido por personas ajenas a la realidad política española. En síntesis, la narración es un resumen de los hechos acaecidos, trufada con los testimonios de los políticos y sus allegados, tomando como hilo conductor las elecciones del 21 de diciembre de 2017 y sus candidatos.
Para ello se hicieron 85 entrevistas, exigiendo a los entrevistados que fueran seguidos por las cámaras durante días, hasta conseguir un ambiente relajado. Prácticamente ninguno rechazó la invitación a participar. Entre otros muchos, fueron entrevistados Josep Borrell, Carme Forcadell, Jordi Turull, Raül Romeva, Miquel Iceta, Xavier Domènech, Inés Arrimadas, el jefe del gabinete de Mariano Rajoy (única representación del PP junto a Andrea Levy) y el que fuera presidente de la Generalidad, Carles Puigdemont, que ya se encontraba en el extranjero, tras tener que exiliarse. Falló Oriol Junqueras por estar ya en la cárcel y la vicepresidenta Soraya Sáenz de Santamaría, que no respondió a la petición de los productores.

## Premios
El documental fue galardonado con el premio Cinema for Peace (2019). El equipo de la película decidió devolver el premio cuando se enteró de que este iba a ser entregado por Carles Puigdemont, el expresidente de la Generalidad.